# Мисията на Зигмунд Фройд
Мисията на Зигмунд Фройд: Анализ на неговата личност и влияние (на английски: Sigmund Freud's mission; an analysis of his personality and influence) е книга от 1959 г. на немския психоаналитик Ерих Фром. На български език е издадена за първи път от издателство „Захарий Стоянов“ през 2005 г. В тази книга авторът прави психобиография на Зигмунд Фройд и оценява неговата теория спрямо развитието на личността му.

## Книгата
- Ерих Фром, Мисията на Зигмунд Фройд, издателство „Захарий Стоянов“, 2005, ISBN 954-739-549-1